# ایوان استامبولیچ
ایوان استامبولیچ (صربی: Иван Стамболић؛ ۵ نوامبر ۱۹۳۶ – ۲۵ اوت ۲۰۰۰) سیاست‌مدار اهل صربستان بود. او یک عضو برجسته اتحادیه کمونیست‌های صربستان بود و در دهه ۱۹۸۰ ریاست جمهوری سوسیالیستی صربستان را بر عهده داشت.
در اوت ۲۰۰۰، او ترور شد. عموی او سیاست‌مدار پتار استامبولیچ بود.